# Ischnura halecarpenteri
Ischnura halecarpenteri är en trollsländeart som först beskrevs av Mumford 1942.  Ischnura halecarpenteri ingår i släktet Ischnura och familjen dammflicksländor. IUCN kategoriserar arten globalt som otillräckligt studerad. Inga underarter finns listade i Catalogue of Life.